# Schloss Wiesenburg (Brandenburg)

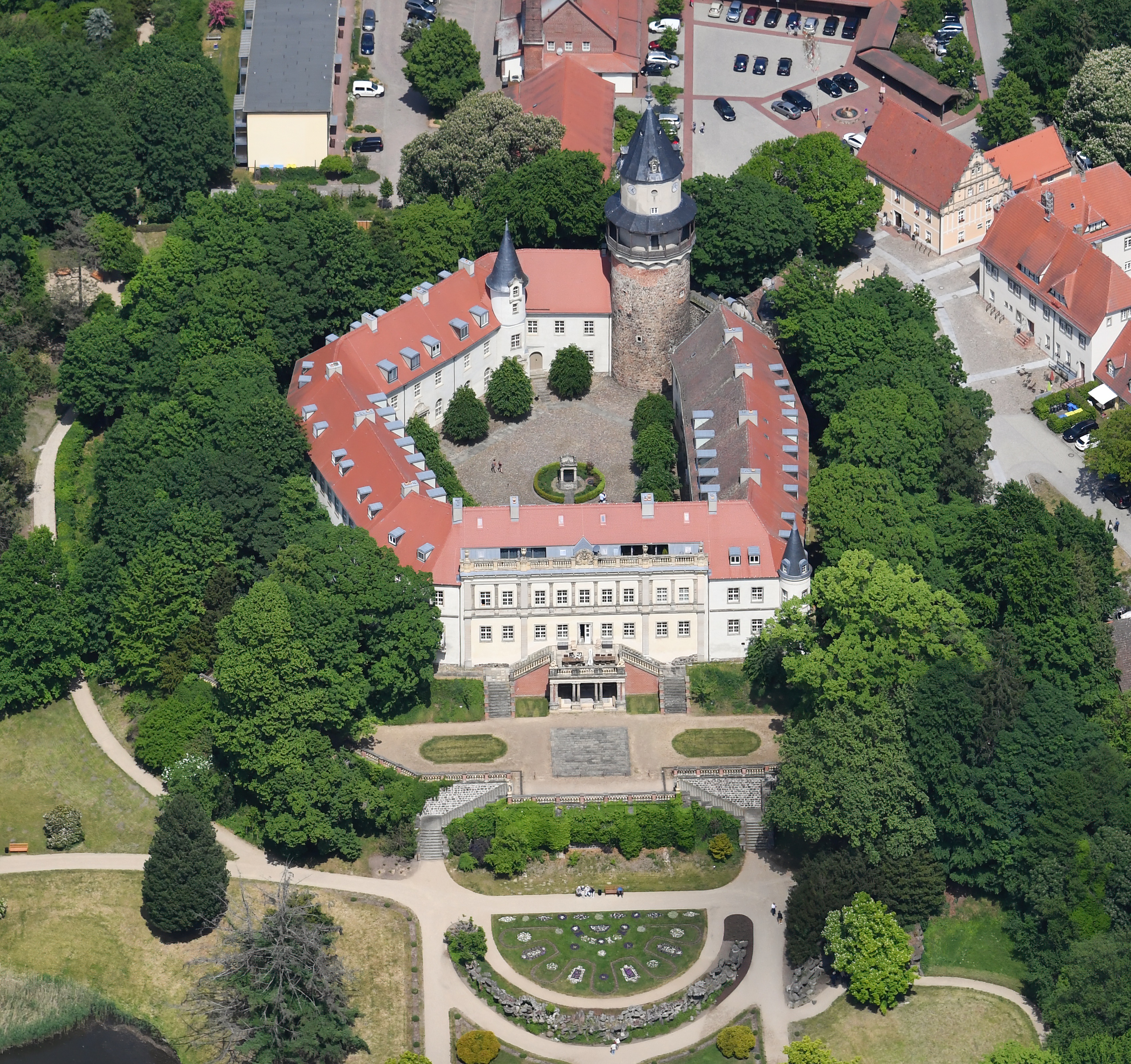
Schloss Wiesenburg im Luftbild

Das Schloss Wiesenburg steht südlich des Ortskerns von Wiesenburg im Bundesland Brandenburg, Landkreis Potsdam-Mittelmark am Rande der Brandtsheide im Naturpark Hoher Fläming. Der dazugehörende, öffentlich zugängliche Schlosspark erstreckt sich zwischen dem Schloss und dem Bahnhof Wiesenburg und steht seit 1982 unter Denkmalschutz.
Die Wurzeln der Anlage gehen auf eine mittelalterliche Burg des 12. Jahrhunderts zurück, die nach einem Brand im 16. Jahrhundert durch einen Schlossneubau ersetzt wurde. Im Laufe der Jahrhunderte wurde diese allmählich zu ihrer heutigen Größe ausgebaut. Sein Aussehen im Stil der Neorenaissance erhielt das Schloss bei Umbauarbeiten im 19. Jahrhundert, als es im Besitz der Familie von Watzdorf war. Ab 1946 als Schule und später als Internat genutzt, wurde die Anlage 1998 an private Investoren verkauft. Diese ließen die Schlossgebäude bis 2003 umfassend sanieren und wandelten sie zu einer exklusiven Wohn- und Büroanlage um.

## Geschichte

### Anfänge
Die Geschichte des Schlosses Wiesenburg reicht bis in das 12. Jahrhundert zurück. Eine erste urkundliche Erwähnung als Burgwardium fand die durch Albrecht den Bären errichtete Burg in einem Schreiben des Bischofs Wilmar von Brandenburg an den Propst Vigbert aus dem Jahr 1161. 1180 kam die Anlage an das Herzogtum Sachsen und wurde nachfolgend im frühen 13. Jahrhundert befestigt. Gemeinsam mit den Burgen Rabenstein und Eisenhardt sollte sie den Hohen Fläming gegen den Erzbischof von Magdeburg und den Markgrafen von Brandenburg sichern.
Nach häufigem Besitzerwechsel belehnte der sächsische Kurfürst Friedrich II. 1456 Friedrich Brand von Lindau mit der Burg und dem „Städlein“ Wiesenburg. Dazu gehörten ferner die Dörfer Jeserig, Reetz, Schlamau und einige später wüstgewordene Ortschaften. Im Schmalkaldischen Krieg steckten spanische Söldner im Dienst des Kaisers Karl V. die Burg 1547 in Brand und zerstörten sie. Lediglich einige Reste der Ringmauer sowie der massive Bergfried überstanden die Feuersbrunst.

### Schlossneubau
1550 begann Friedrich III. Brandt von Lindau damit, die Anlage auf den Fundamenten der zerstörten Burg als Schloss im Stil Renaissance neu aufzubauen. Der Wiederaufbau dauerte vermutlich 20 Jahre lang. Unter ihm entstanden der Vorschlossbereich mit dem sogenannten Männekentor als Zugang sowie ein Torhaus mit schlichtem Giebel, das als Portal zum Hauptschloss dienen sollte. Friedrichs Sohn Benno führte das vom Vater begonnene Werk weiter fort und baute die Anlage zu einem ansehnlichen Schloss aus. Der sächsische Kurfürst Johann Georg I., der oft in Wiesenburg zur Jagd weilte, plante, dem Schlossherrn Benno, der sich selbst „der Reiche“ nannte, die ausgedehnten Wälder der Brandtsheide abzukaufen. Als Kaufpreis forderte Benno für jeden Baum ein Ei. Dies war selbst für den Kurfürsten unerschwinglich.
Als der Dreißigjährige Krieg im Jahr 1634 Wiesenburg erreichte, verließen die Bewohner das Schloss. Sich anschließende mehrfache Plünderungen der leer stehenden Anlage durch Soldaten (unter anderem 1636) beschädigten große Teile des Schlosses stark oder zerstörten sie sogar. Es dauert viele Jahrzehnte, bis sich die Brandtsheide und Wiesenburg von den Verwüstungen des Krieges erholt hatten. Die nach Kriegsende zurückgekehrten Schlossbesitzer ließen die Gebäude wieder instand setzen. Ab 1730 wurde das Hauptschloss unter Adam Friedrich Brand von Lindau erweitert und umgebaut. Vor allem am heutigen Westflügel ließ der Schlossherr Arbeiten vornehmen. Er war zugleich der letzte männliche Schlossbesitzer aus dieser Familie, denn durch die Heirat seiner Tochter Luise Sophie (1720–1755) kam der Besitz im Erbgang an die Familie von Watzdorf-Linie Altengesees.

### Von der Familie von Watzdorf bis heute

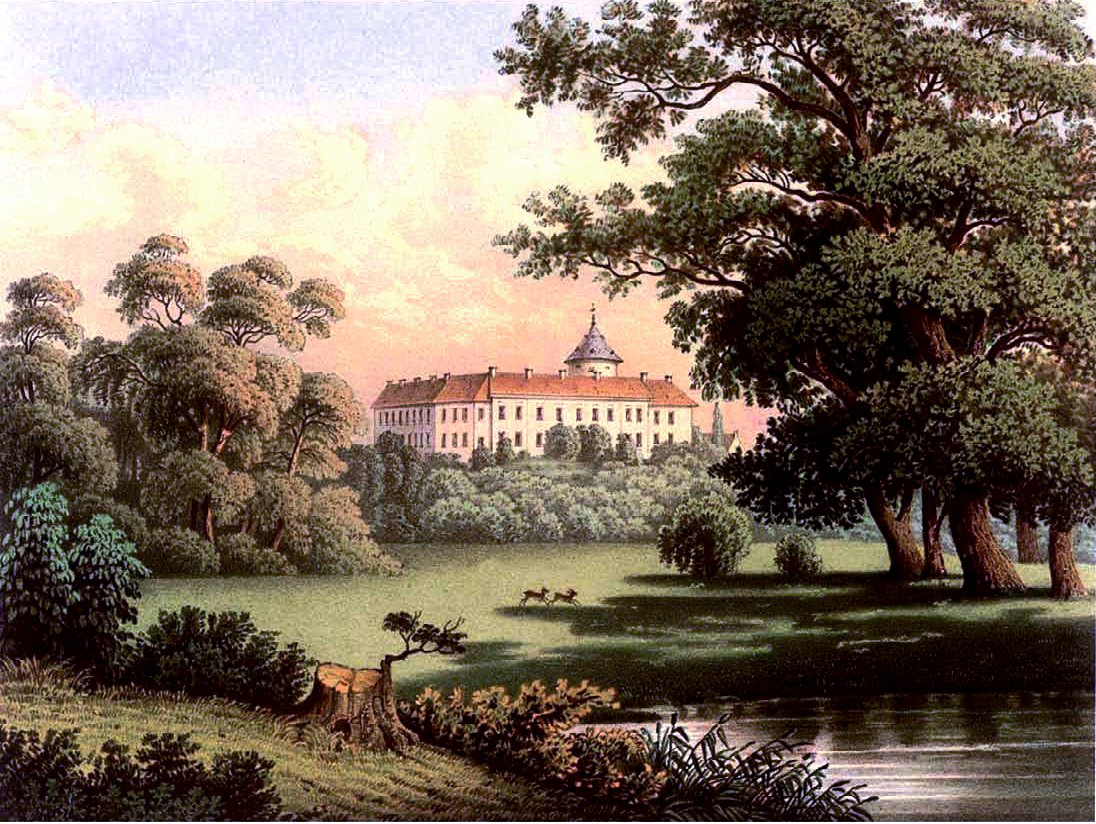
Schloss Wiesenburg auf einer Lithografie um 1864, Sammlung Alexander Duncker

Im 18. Jahrhundert war der kurfürstlich-sächsische Kammerjunker, Appellationsrat, Hofrichter in Wittenberg und Steuereinnehmer des Kurkreises Adam Friedrich August von Watzdorf Besitzer des Schlosses. Dieses erhielt sein heutiges Aussehen ab 1863 bei einer durchgreifenden Umgestaltung im Stil der Neorenaissance unter seinem Urenkel Curt Friedrich Ernst von Watzdorf. Zur gleichen Zeit wurden auch der heutige Schlossgarten sowie der englische Landschaftspark angelegt. Anlass für den Umbau war ein Blitzeinschlag in den Bergfried und seine danach erforderliche Erneuerung. Leitender Architekt der Arbeiten war dabei Semper-Schüler Oskar Mothes. Er liefert zum Beispiel die Pläne für eine Aufstockung des alten Bergfrieds und für seinen Umbau zu einem Aussichtsturm. Auch für die Umgestaltung der Südfassade war er verantwortlich. Schon vor 1860 wurde der gesamte Besitz in einen Familienfideikommiss umgebildet. Zeitgleich werden im Generaladressbuch der Ritterguts- und Gutsbesitzer des Königreiches Preußen für Wiesenburg 3615 ha sowie für Hagelberg 535 ha und Rittergut Sandberg III konkret 248 ha Land veranschlagt. Curt von Watzdorf starb 1881, im gleichen Jahr fanden die 18 Jahre andauernden Umbauarbeiten ein Ende.
Curts Erbin war seine jüngere Schwester Elisabeth (1842–1921), die seit 1862 mit Graf Adolf Karl Alexander Alexis le Camus von Fürstenstein verheiratet war. Noch 1896 ist Gräfin Fürstenstein-Watzdorf als Grundbesitzerin von Wiesenburg nachgewiesen, ihrem Mann Alexander gehörten die Rittergüter Hagelberg und Sandberg III. 1923 gehörte Wiesenburg und Rittergut Setzsteig dem Sohn Alexander Graf von Fürsteinstein (1869–1930). Ihre Tochter Viktoria (1863–1949) wiederum brachte dann Schloss Wiesenburg an die Familie ihres Mannes, Prinz Heinrich XXVI. Reuß-Köstritz (1857–1913), der 1887 den Titel Graf von Plauen annahm, und die Nachfahren dies bis heute so führen. Obwohl der letzte Schlossherr Major Enzio Graf von Plauen, geboren 1893 in Kiel, 1942 nach Schweden auswanderte, er starb dann 1973 in Freiburg, blieb die Anlage noch bis 1945 Eigentum seiner Familie. Der Grundbesitzer hatte schon wie seine direkten Vorfahren in nicht hausgesetzmäßiger Ehe geheiratet, zuletzt mit Maj Nisser eine schwedische Staatsbürgerin. Um 1941/1942 bewohnten die Familie Viktoria und Prinz Heinrich XXVI. J. L. zu Reuß und Friedrich Wilhelm de la Camus Graf von Fürstenstein mit Ehefrau Ellinor Gräfin Einsiedel das Anwesen.
1944 wurde das Schloss mehrere Wochen lang durch das Oberkommando des Heeres genutzt, ehe es anschließend als Lazarett diente. Nach Kriegsende wurde die Familie von Plauen enteignet und das Land Brandenburg Eigentümer des Schlosses.
Ab 1947 war in den Gebäuden eine Schule mit Schwerpunkt Russisch und integriertem Internat (Erich-Weinert-Oberschule) untergebracht. Für diese Art der Nutzung wurde das Schlossinnere vollkommen umgestaltet: So wurde zum Beispiel die Schlosskapelle zum Fernsehraum umfunktioniert, der Gartensaal als Aula genutzt und der Rittersaal zu Duschräumen umgebaut.

### Heutige Nutzung
Der Schulbetrieb wurde 1992 eingestellt, und das Schloss stand in den Folgejahren leer. 1998 erwarb eine private Investorengruppe die Anlage und ließ sie in den Folgejahren von Grund auf sanieren, nachdem schon 1965 eine erste Restaurierung erfolgt war. Die Sanierungsarbeiten wurden im Frühling 2003 abgeschlossen, sodass heute die Außenfassaden in der Gestaltung des ausgehenden 19. Jahrhunderts wiederhergestellt sind. Im Innern des Schlosses sind moderne Wohnungen, Büros und Ateliers entstanden. Der normalerweise nicht öffentlich zugängliche Schlosshof sowie der Gartensaal werden bisweilen für Veranstaltungen geöffnet.
Im Torhaus informiert die sogenannte Heimatstube mit einer kleinen Ausstellung über die Wiesenburg und die Geschichte des Schlosses. Außerdem ist dort die Touristeninformation beheimatet. Der Bergfried, der gegen ein kleines Entgelt bestiegen werden kann, bietet einen Rundum-Blick auf das Umland Wiesenburgs.

## Beschreibung

### Schlossgebäude
Das zweigeschossige Hauptschloss ist eine geschlossene Vierflügelanlage mit unregelmäßigem, fünfeckigem Grundriss. Östlich davon liegt der Vorschlossbereich mit dem ehemaligen Kutscherstall, in dem seit 1997 ein Restaurant beheimatet ist. Zugang zum Wirtschaftshof bietet das rundbogige um 1570 errichtete Männekentor, das auf seinem skulptierten Giebelaufsatz die Figur eines Ritters trägt.
Ältester Teil des Schlosses ist der 48 Meter hohe Bergfried an der Nordost-Ecke des Hauptschlosses. Der Rundturm stammt im Kern vom Beginn des 13. Jahrhunderts und gehörte schon zur Vorgängeranlage des heutigen Schlosses. Er besitzt einen auf Konsolen auskragenden und überdachten Rundgang, der jedoch eine Ergänzung aus der zweiten Hälfte des 19. Jahrhunderts ist. Abgeschlossen wird der Bergfried von einem polygonalen Helm mit Wetterfahne. Das Turmmauerwerk besteht aus behauenen Feldsteinen. Gleiches gilt für die Reste der einstigen Ringmauer, die bis zu zwei Meter dick sind.
Dem Bergfried schließt sich an der Ostseite das Torhaus mit tonnenüberwölbter Tordurchfahrt aus der zweiten Hälfte des 16. Jahrhunderts an. Das Durchfahrtsgewölbe aus Backstein überschneidet dabei ein älteres romanisches Tor. Die rundbogige Toreinfahrt des Baus wird an beiden Seiten von korinthischen Säulen flankiert. Sie stammen zusammen mit dem Gewände aus rotem Stein und dem reich geschmückten Giebel von Umbauten aus der Zeit von 1864 bis 1866. Im ersten Geschoss des Torhauses befindet sich die ehemalige Gerichtsstube, ein Raum mit Kreuzgratgewölbe.
Das Innenhof des Schlosses wird von einem aufwändig gestalteten Brunnenhäuschen bestimmt, das aus Italien importiert und 1609 errichtet wurde. Davon kündet die entsprechende Jahreszahl in seinem Dekor. Seinen heutigen Platz erhielt der Bau aber erst bei den Umgestaltungen ab 1863, zuvor stand es im Schlossgarten. Auch die Portalgewände der einzelnen Schlossflügel sind kunsthistorisch wertvoll. Sie stammen aus dem 17. und 18. Jahrhundert und verdanken ihren guten Erhaltungszustand einer Erneuerung nach 1846 unter Verwendung ältere Teile. Eines von ihnen zeigt über dem Sturz die Wappen des Schlossgründers Friedrich III. Brandt von Lindau und seiner zweiten Frau Maria von Pflug. Die heute im Hof stehenden Linden ersetzten 1957 die bis dahin vorhandenen Kastanien.
Die gartenseitige Schaufassade des Südflügels stammt von einer Umgestaltung des Schlosses unter Kurt Ernst Friedrich von Watzdorf ab 1863. Sie ist durch Fenster in neun Achsen unterteilt und besitzt mittig einen von Säulen getragenen Söller, zu dem an seiner West- und Ostseite Treppen von der Gartenterrasse hinaufführen. Beide Geschosse werden durch Pilaster mit Rustika-Optik vertikal gegliedert. Das erste Obergeschoss besitzt zudem weitere, kleinere Pilaster mit ionischen Kapitellen als Dekor. Den oberen Abschluss der Südfassade bildet eine steinerne, mit Vasen besetzte Balustrade.

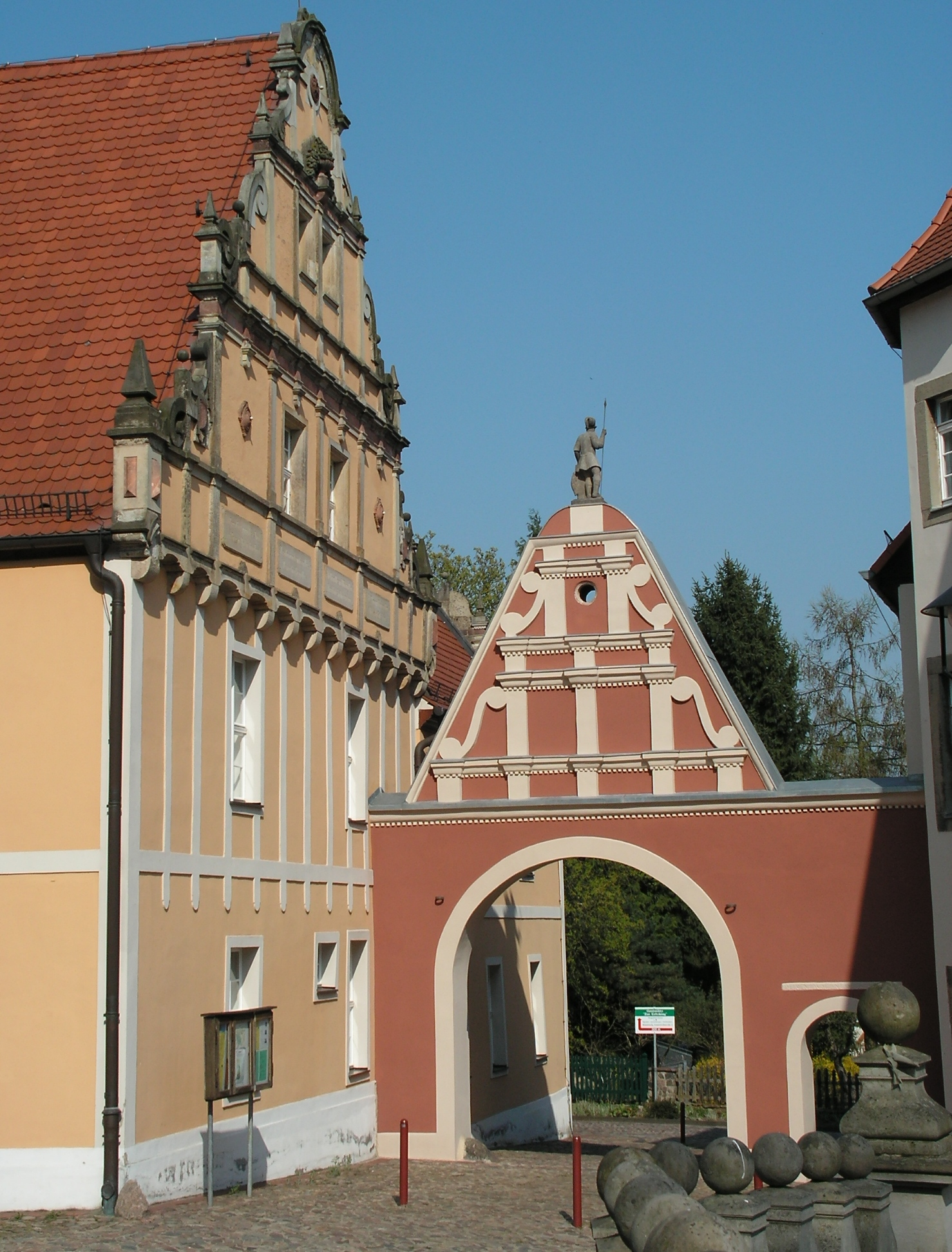
Männekentor
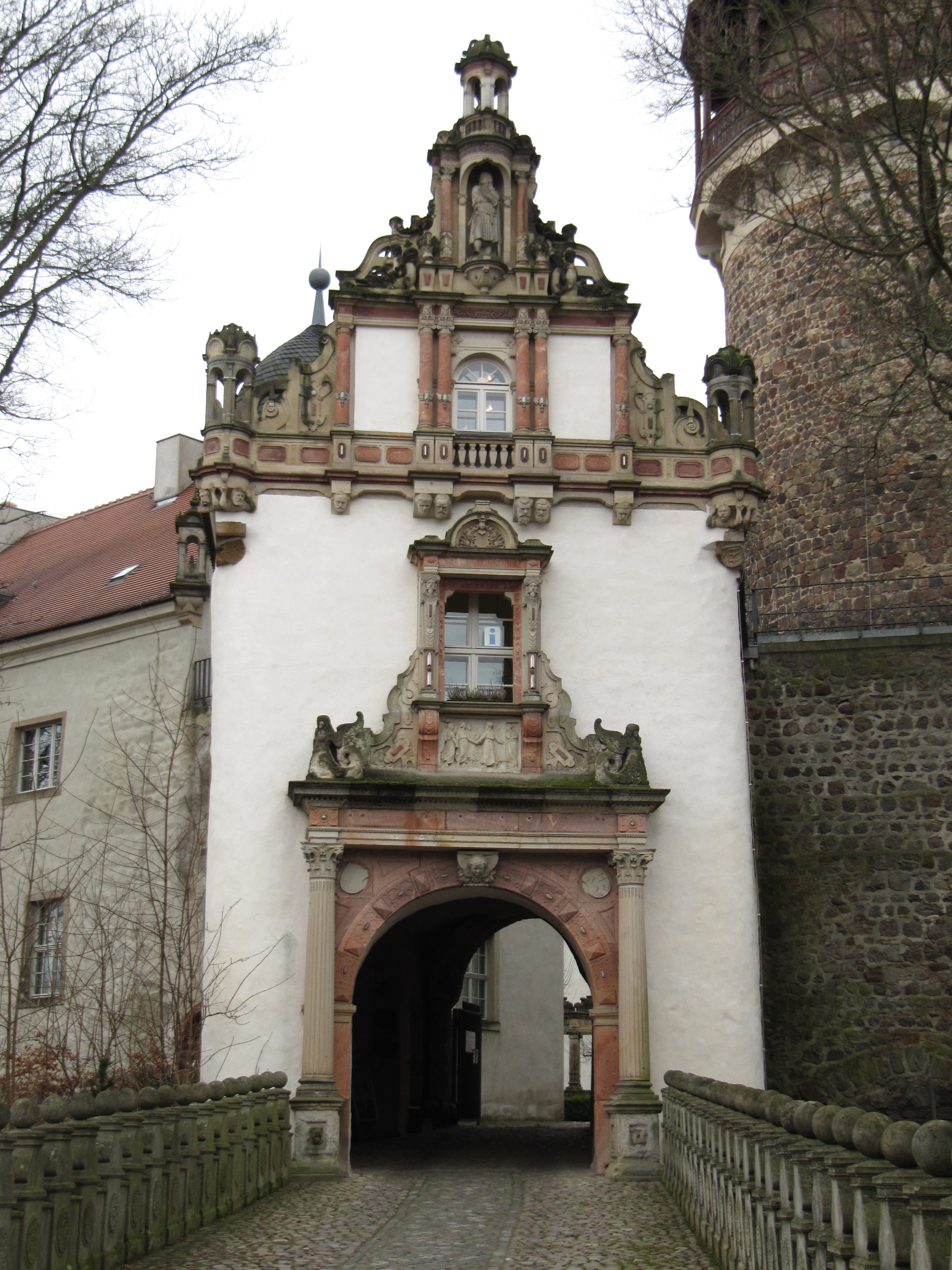
Torhaus mit Volutengiebel im Stil der Neorenaissance
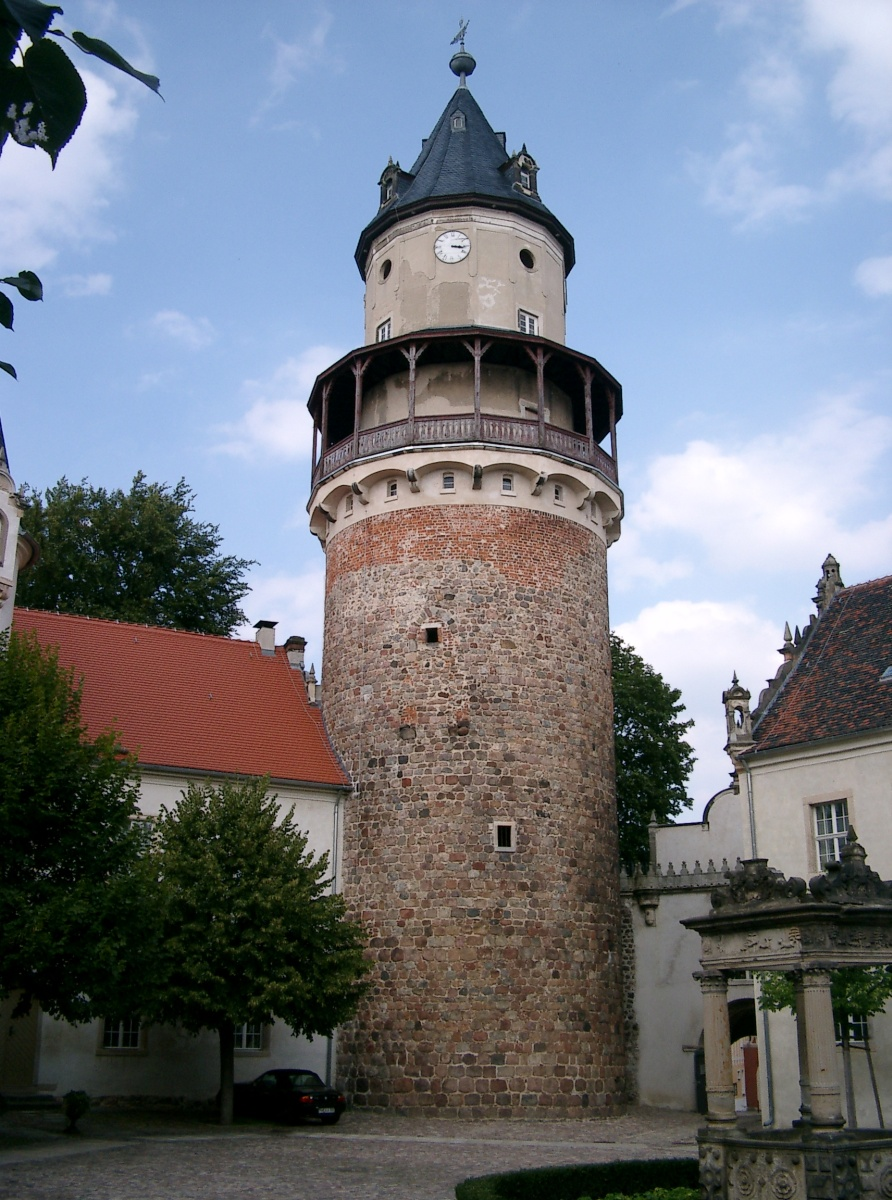
Bergfried
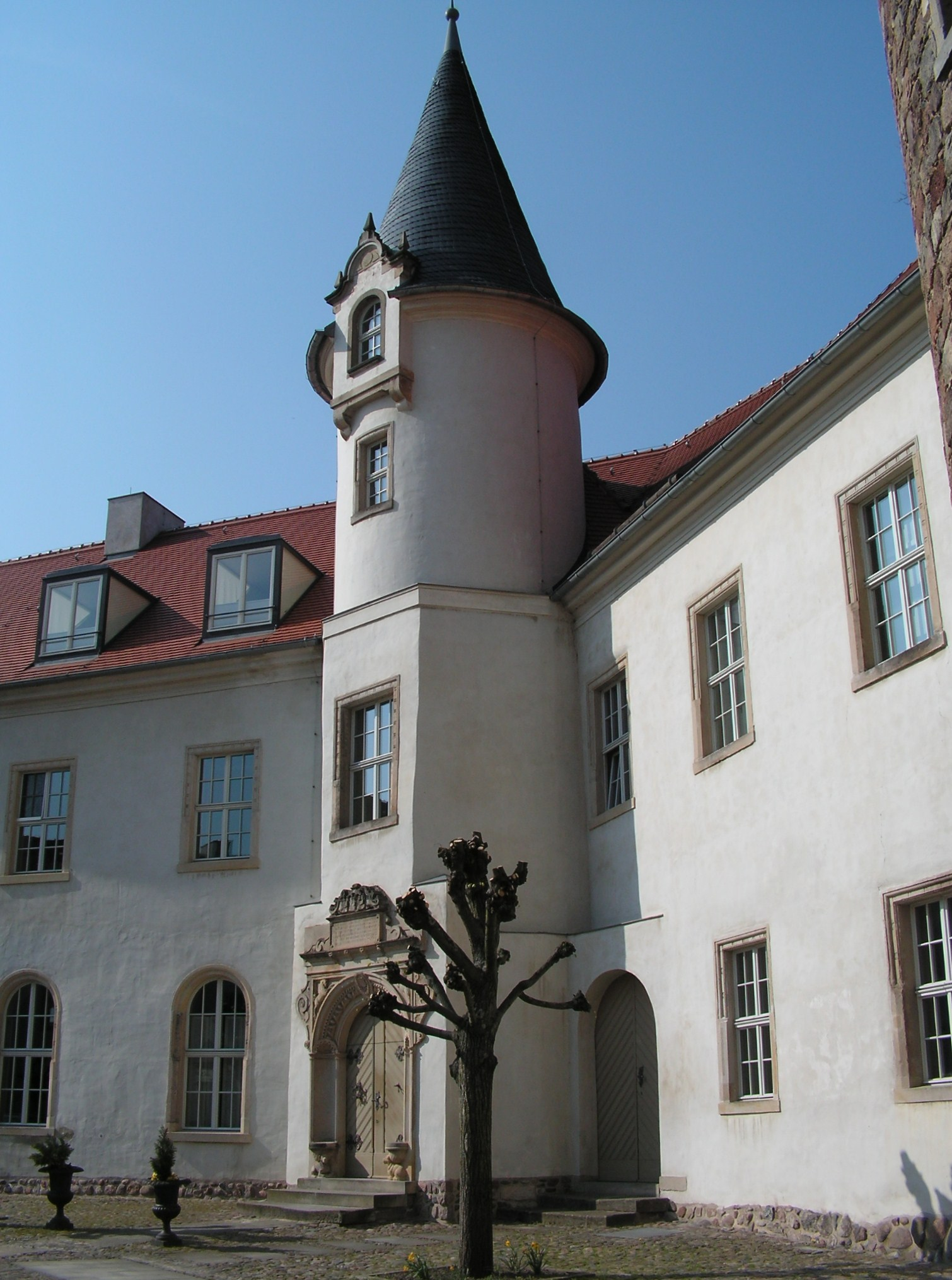
Nord- und Nordwestflügel
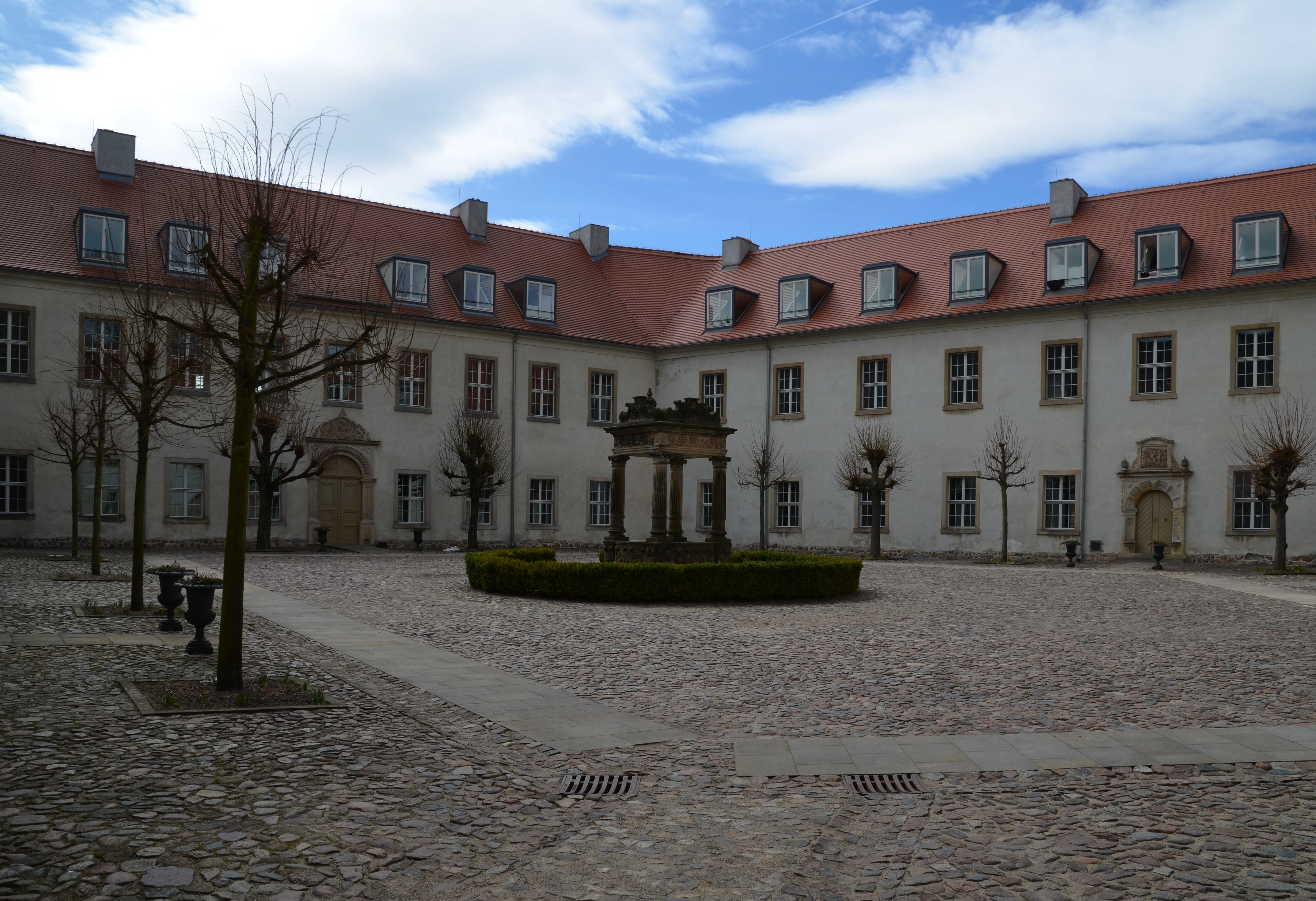
Blick in den Innenhof mit Brunnenhäuschen

### Schlosspark

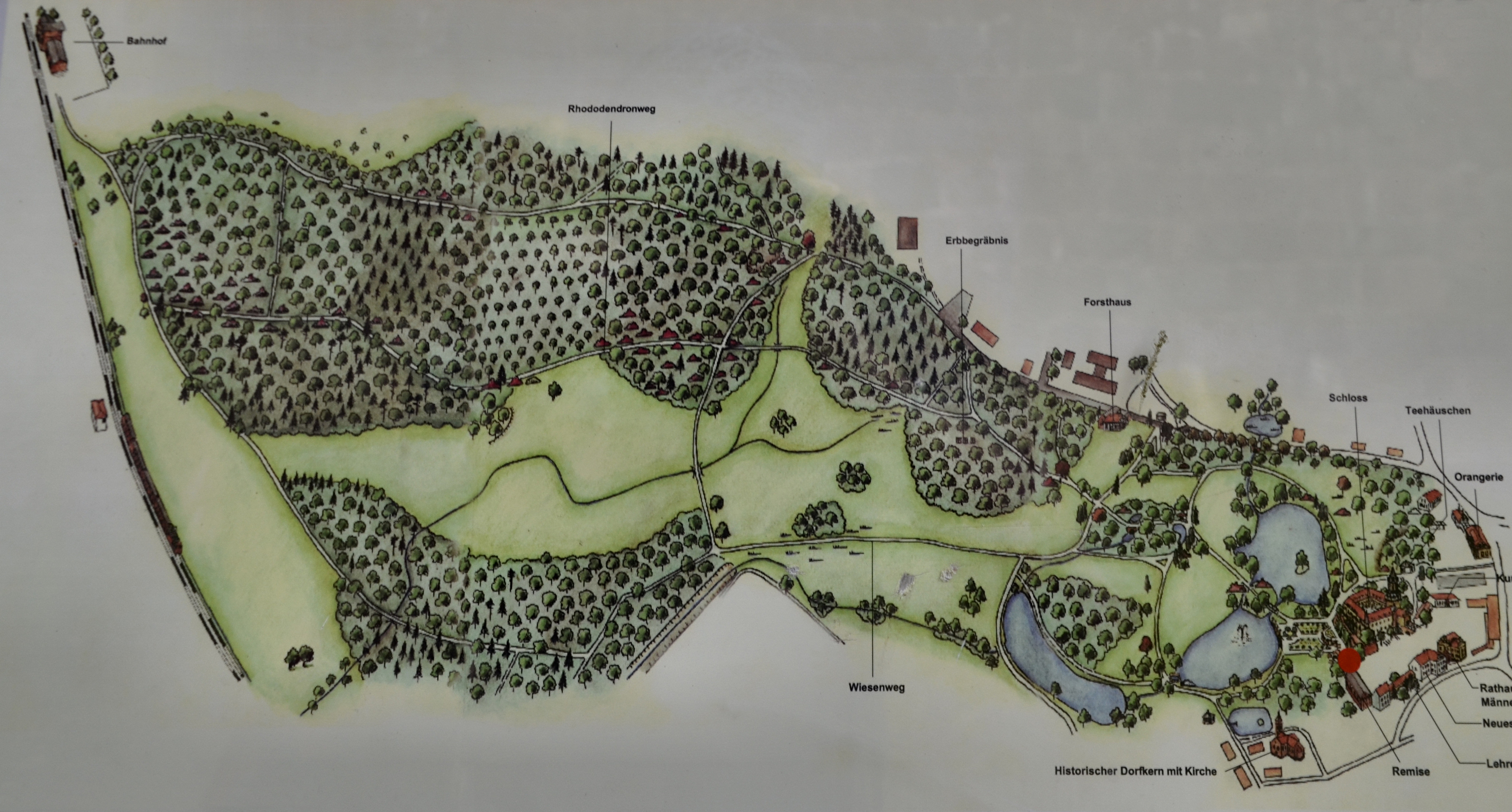
Übersichtsplan des Wiesenburger Schlossparks

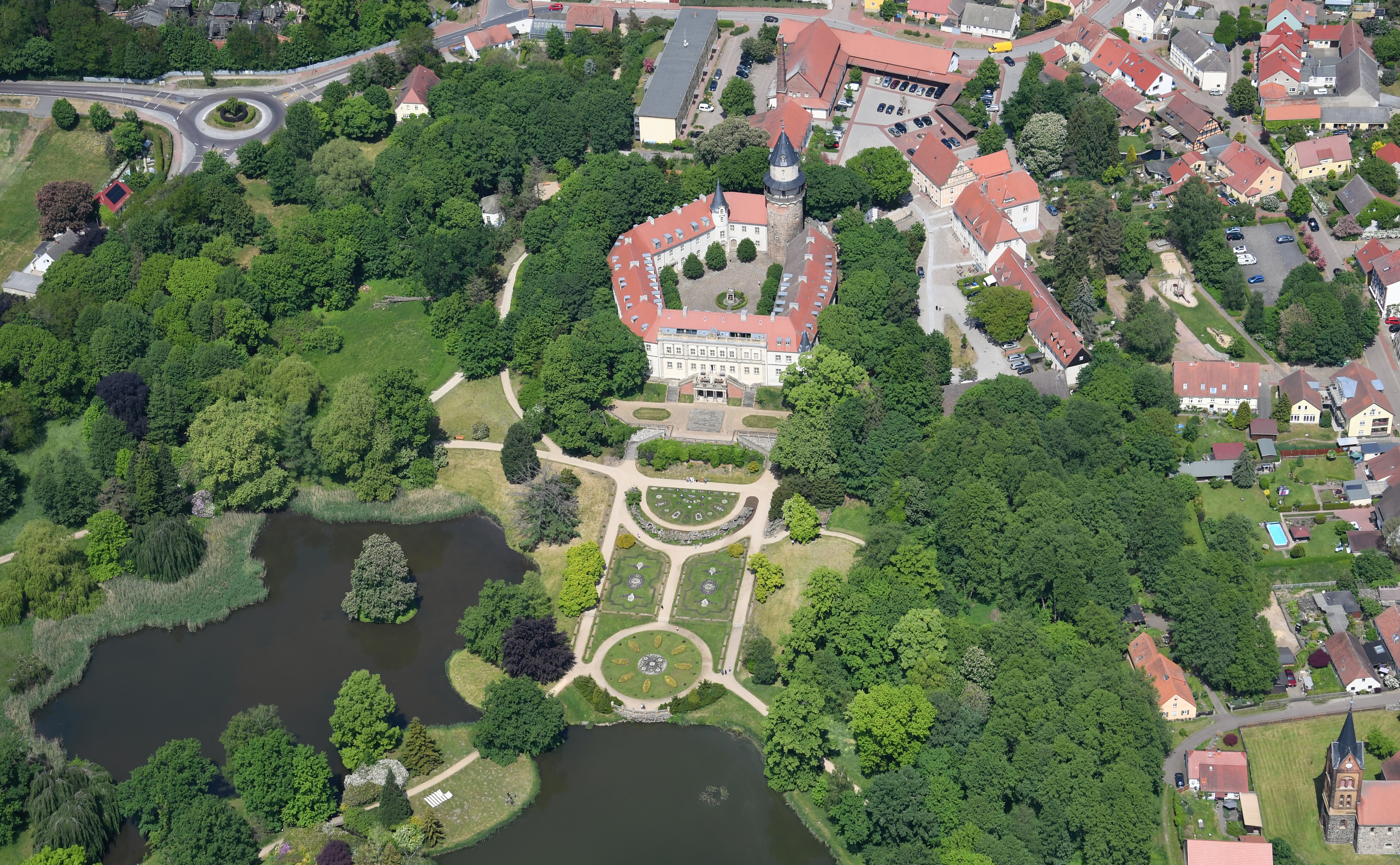
Der nördliche Teil des Schlossparks einschließlich des Gartenparterres

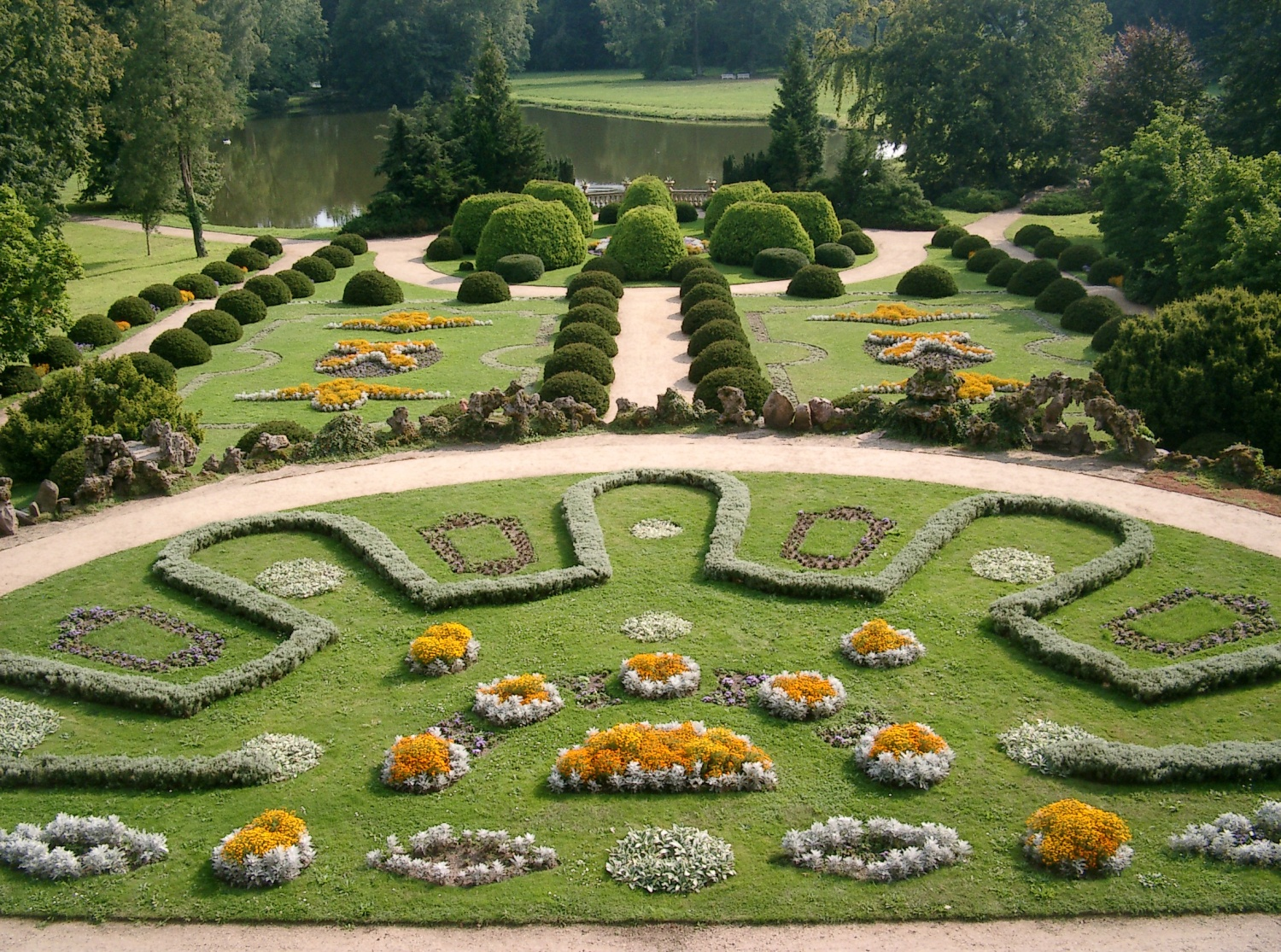
Blick in den Schlossgarten

Der 110 Hektar große Schlosspark ist mit seinem reichen Bestand an ausländischen Gehölzen zum Landschaftsschutzgebiet erklärt worden. Eine andere Quelle unterscheidet einen 13 Hektar großen Kernbereich, an den sich ein 113 Hektar großer Waldpark anschließt. Er wurde um die Mitte des 19. Jahrhunderts vom damaligen Schlossherrn Curt Friedrich Ernst von Watzdorf angelegt. Bis dahin hatte das Gebiet den gräflichen Besitzern hauptsächlich als Wildgehege (Fasanerie) gedient. Der Förster Gebbers war der eigentliche Schöpfer des Parkgeländes. Er gab ihm durch umfangreiche Anpflanzungen, insbesondere von Nadelhölzern aus Westeuropa, Amerika, Japan und China, sein heutiges Aussehen. Besonders der Anbau der schnellwüchsigen Douglasie in geschlossenen Beständen ist erwähnenswert. Diese in der Mitte des vorigen Jahrhunderts aus Nordamerika eingeführte Nadelholzart wurde, nach einigen missglückten Anbauversuchen in Schleswig-Holstein, zuerst nur als Einzelstamm, in den seltensten Fällen als Gruppe eingepflanzt.
Die Tanne ist mit Hemlock-, Spieß-, Riesen- und Sitkatanne am zahlreichsten vertreten. Ihr folgt die Fichte mit Zwerg-, Zwergschwanz-, Tigerschwanz- und Blaufichte. Eine Vielzahl von Zypressen- und Zedernarten, verschiedene Magnolien und große Flächen von Azaleen vermitteln fremdländische Eindrücke. Neben Gold- und Zerreichen wächst hier der seltene Ginkgo biloba. Zu einer dendrologischen Besonderheit haben sich die Rhododendren entwickelt. Sie bedecken weite Flächen im Südteil des Parks als Unterbau in Eichen- und Buchenbeständen. Am Rand des Baumbestandes befinden sich Baumriesen mit einem Alter von mehr als 400 Jahren und einem Umfang von mehr als fünf Metern. Diese alten Buchen und Eichen werden von je einer Schwarz- und einer kanadischen Pappel – beide sind etwa 125 Jahre alt – an Umfang und Höhe noch weit übertroffen. Sie lassen die Pappel als eine schnellwachsende Holzart erkennen.
Eine Treppe, deren Wände mit Glyzinien überwachsen sind, führt über die Hauptterrasse des Schlosses auf den Altanen. Schöne Figurengruppen und reich verzierte Vasen des Berliner Bildhauers Alexander Calandrelli wecken das Interesse des Besuchers. Diese Arbeiten sind aus Majolika hergestellt. Die große Silberlinde in Ostteil der Hauptterrasse beschattet eine italienische Pergola mit drei Wandreliefs, die das Frühjahr, den Sommer (Getreideernte) und den Herbst (Weinlese) darstellen. Steinerne Fabeltiere bilden Stützen der Sitzbänke.
Das Schloss wurde auf einer Anhöhe erbaut, die sich früher stufenartig in den Park abflachte und in einem breiten, ausgemauerten Schlossgraben endete. Da sich herausstellte, dass der schmale Abhang dem Schloss, besonders seinen Fundamenten, nicht genug Halt gab, wurde 1864 zur Befestigung der Schlossgraben zugeschüttet und vor dem Schloss ein durch starke Strebepfeiler gestütztes Mauerwerk aufgeführt. Der Raum zwischen Mauerwerk und Schloss wurde mit Sand und Erde aufgefüllt. So entstand die heutige Terrasse. Von ihr aus erreicht man einen halbkreisförmigen Platz. Er wird durch künstliche Gruppen aus nordischen Findlingen und Tuffsteinen, die aus der Gegend von Bad Kösen stammen, begrenzt. Links des Halbkreises liegen einige Grotten aus Feldsteinen. An den weiträumigen Blumenanlagen vorbei führt der Weg zum Schlossteich, auf dem Schwäne, chinesische Höckergänse und türkische Hochflugenten das Interesse des Besuchers erwecken.